# Sterowanie powtarzalne
Sterowanie powtarzalne (ang. repetitive control) – metoda sterowania oparta na zasadzie modelu wewnętrznego (ang. internal model principle), która ma zastosowanie do sygnałów okresowych, na przykład okresowa zmienna odniesienia lub usuwanie zakłóceń okresowych.
Metoda ta, rozwinięta w latach 80. przez grupę uczonych japońskich, okazała się bardzo praktyczna i skuteczna w przypadku pracy z sygnałami okresowymi.
Sterowanie powtarzalne podobne jest w pewien sposób do sterowania z uczeniem iteracyjnym (ang. iterative learning control).